# Albersdorf-Prebuch
Albersdorf-Prebuch là một đô thị thuộc huyện Weiz thuộc bang Steiermark, nước Áo. Đô thị Albersdorf-Prebuch có diện tích 14,16 km², dân số thời điểm cuối năm 2005 là 1857 người.